# 斯图尔特·伦德尔
斯图尔特·伦德尔（英語：Stuart Rendell，1972年6月30日—），澳大利亚男子田径运动员。他曾代表澳大利亚参加1998年、2002年和2006年英联邦运动会田径比赛，获得二枚金牌。他也曾参加2000年和2004年夏季奥运会。